# Massa folhada

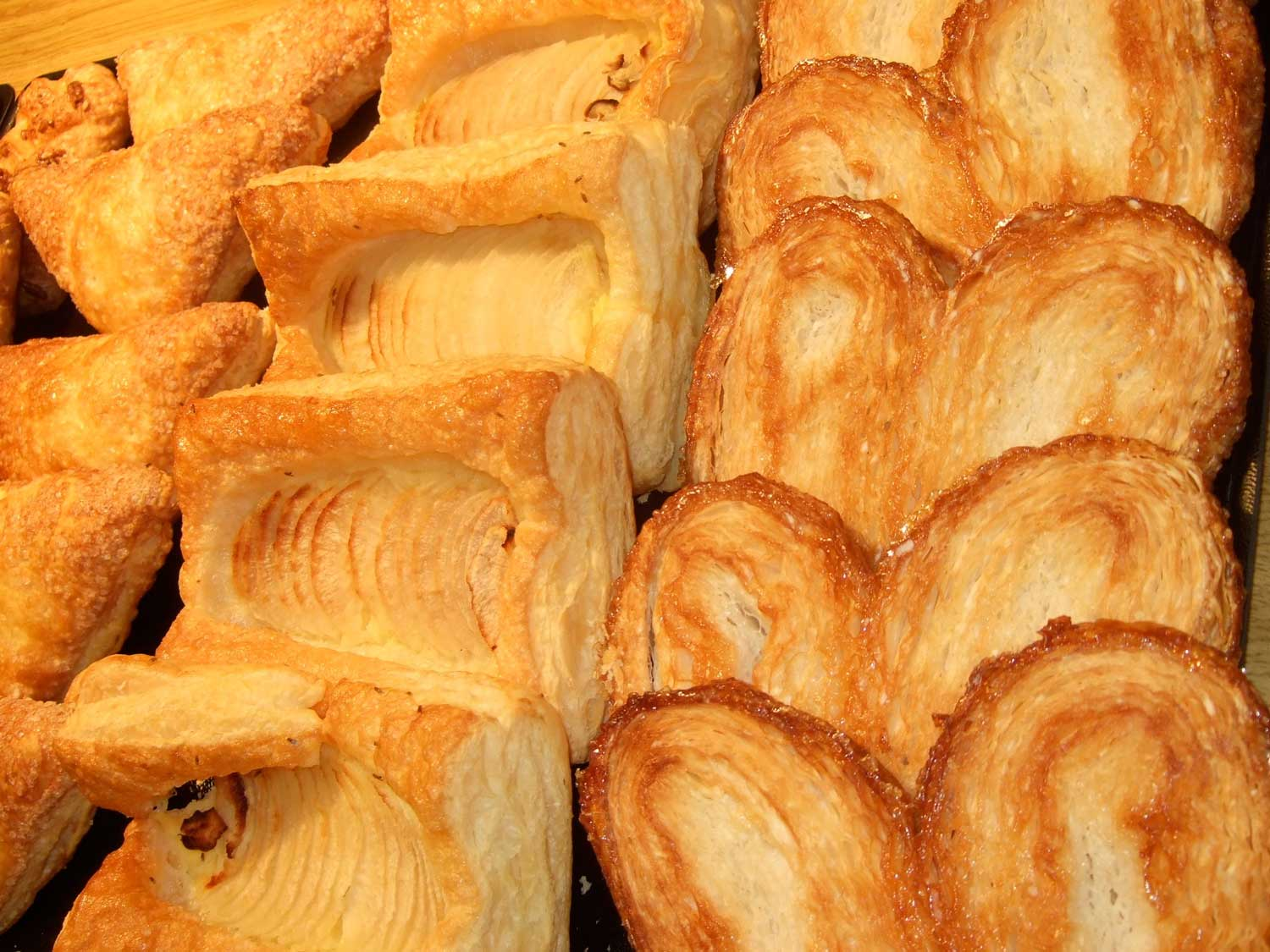
Doces feitos de massa folhada.

Massa Folhada é uma massa leve, não fermentada, feita em várias camadas com copiosa adição de gorduras (normalmente manteiga, margarina ou gordura vegetal), usado em doces e salgados. Pode servir para fazer muitas coisas como bases para tartes, e muitos mais doces.
No Ocidente, seu uso teria sido desenvolvido em Roma, em 1635, pelo francês Claude Lorrain, que trabalhou como cozinheiro, antes de se tornar um pintor célebre. Mas, segundo outras fontes, já em 1525, um decreto do Conselho de  Veneza, citava claramente a pasta sfoglia.